# Български военни бази за съвместно ползване
Българските военни бази за съвместно ползване, официално военни съоръжения и обекти за съвместно ползване, често неправилно наричани „американски военни бази“, са полигони, предоставени за обучаване на български и американски войници, както и войници от други страни членки на НАТО в България.
Под „съвместно ползване“ според полковник Явор Матеев, началник-отдел „Съвместни съоръжения“ в МО, трябва да се разбира следното:всички сгради, включително тези, които са подобрени, са българска собственост, а силите на САЩ имат право да ги използват след съгласуване с България.“ Споразумението за тях е за първоначален период от 10 години, като всяка от страните има право да прекрати неговото действие с едногодишно предизвестие. Според Бойко Борисов „Ако на 12 юни 2016 г. споразумението не бъде прекратено, то продължава да действа за неопределен срок и може да бъде прекратено по всяко време с едногодишно писмено предизвестие“.

## История
За разполагане на американски военни бази на територията на страната се говори от няколко години. На 24 март 2006 г. официално е обявено, че преговорите за базите са приключили и предстои ратифициране на споразумението от двете страни. Споразумението е подписано на 28 април в София от държавния секретар на САЩ Кондолиза Райс и външният министър на България от правителството на Сергей Станишев Ивайло Калфин. В деня на подписването, от партия „Атака“ организират протестен митинг и шествие на което присъстват близо 2000 души.
Съгласно чл. VII от споразумението „Договорените военни съоръжения и обекти са под командването на силите на Република България.“
Споразумението е ратифицирано от българския парламент на 26 май 2006 г. със 155 гласа „за“ срещу 20 „против“. Костадин Паскалев, Андрей Пантев, Янаки Стоилов, Александър Паунов и Трифон Митев от „Коалиция за България“ гласуват против, както и депутатите от парламентарната група „Атака“. Първите американски военнослужещи пристигат в България през есента на 2007 година.

## Базите
- полигона в Ново село (полигон) – за обучение на сухопътни сили
- военновъздушната база в Безмер – за транспорт на сили и техники за обучение до Ново село
- военновъздушната база в Граф Игнатиево – за транспорт на сили и техника. Базата е по-далече от Безмер, но с по-големи възможности за момента.
- складова база в Айтос – (използвана от българските въоръжени сили) ще бъде с поддържаща функция към полигона Ново село

## Друга информация
- Според споразумението на територията на България може да има до 2500 цивилни и военни по едно и също време, но тази численост може да бъде увеличавана с още 2500 души за срок от не повече от 90 дни. Според посланика на САЩ Джон Байърли, възможно е войниците да бъдат в България на ротационен принцип само за по няколко месеца, като при застъпване на отделните бригади в България може да има до 5 хиляди американски военни.

- При извършване на престъпления от американски военни и цивилен персонал („компонент“ в текста) САЩ получават правото да приложат своето право в случаите, в които това се налага. Същевременно България си запазва правото при всеки случай, по нейна преценка, от особена важност да поиска и безусловно да получи прилагането на своята юрисдикция, тоест въпросът да отиде в български съд. Обаче съществува уговорка, че ако съдебните процедури се проточат повече от 1 (една) година Военните власти на САЩ се освобождават от задължението да задържат обвиняемия (член XII, ал.1).

- Според статия във в. „Стандарт“, в замяна на сключването на договора от страна на България и съгласието за продължаване на българското военно присъствие в Ирак, САЩ обещават да окажат подкрепа за завръщане на съдените български медици от Либия и преодоляването на негативните настроения в Европейската комисия, които могат до доведат до отлагане на присъединяването на страната към Европейския съюз.[5] Освен това, през 2007 България бе спомената в приет от Конгреса на САЩ законопроект, предвиждащ премахване на визовия режим с американските съюзници.

- Някои експерти поставят Безмер между шестте най-важни американски военни бази извън континенталната територия на САЩ.[6]

## Положителни мнения
Сред положителните за България страни на американските бази в страната ще са възможностите за съвместни учения на български и американски военни, както и финансови. Според посланик Байърли САЩ ще инвестират в инфраструктурата, в пътища и жп-линии и всичко останало, свързано със съоръженията за подготовка, като инвестициите ще бъдат в размер на десетки милиони долари. Освен това, в текста на споразумението се предвижда винаги, когато е възможно, да се използват български изпълнители и подизпълнители за подобряване на съоръженията, след конкурс за реализирането на тези дейности.

## Критики
Според някои хора като бившият главен прокурор на САЩ Рамзи Кларк, американски военни бази на българска територия могат да привлекат терористични атаки, да причинят екологични проблеми и да предизвикат насилие и бунтове сред местното население. Според него, както и според някои български граждани, за България е унизително да има чужди военни бази на нейна територия. 
През пролетта на 2007 бе съобщено в медиите, че САЩ може да използват базите си в България за евентуално нападение срещу Иран. Това бе опровергано от посланик Байърли, който изтъкна, че базите са под командването на български офицери, и че за всяко пристигане и отлитане на персонал и техника ще бъдат информирани българските власти.